# Серафим Офталмопулос
Серафим (на гръцки: Σεραφείμ) е гръцки иконописец, един от най-добрите представители на атонската школа от XX век.

## Биография
Роден е в 1890 година със светското име Лазарос Офталмопулос (Λάζαρος Οφθαλμόπουλος) в кападокийското градче Муталаскис. В 1907 година се установява на Света гора и живее в килията „Свети Йоан Богослов“ на Великата Лавра в Карея. Отваря иконописно ателие. В 1957 година изписва иконостасните икони, както и иконата на Свети Йоан Предтеча в гревенската катедрала „Свети Ахил и Свето Благовещение Богородично“.
Умира на Света гора в 1967 година.